# Jake Matthews (lottatore)
Jake Matthews (Melbourne, 19 agosto 1994) è un lottatore di arti marziali miste australiano.
Combatte nella divisione dei pesi leggeri per la promozione UFC.

## Carriera nelle arti marziali miste

### Ultimate Fighting Championship
Matthews fece il suo debutto per l'UFC il 28 giugno 2014, quando affrontò il nuovo arrivato Dashon Johnson all'evento UFC Fight Night 43. Il lottatore australiano vinse il match via sottomissione al terzo round.
Nel suo secondo incontro all'interno dell'UFC, sfidò Vagner Rocha l'8 novembre a UFC Fight Night 55. Matthews vinse il match tramite sottomissione alla seconda ripresa.
Il 10 maggio 2015 combatté James Vick a UFC Fight Night 65, venendo sconfitto per la prima volta in carriera tramite sottomissione al primo round.
Avrebbe dovuto affrontare Mickael Lebout il 18 luglio all'evento UFC Fight Night 72. Tuttavia, Matthews si ritirò una decina di giorni prima della sfida a causa di un infortunio e venne sostituito dal debuttante Teemu Packalen.
Matthews affrontò Akbarh Arreola il 15 novembre all'evento UFC 193. Il giovane lottatore vinse l'incontro per interruzione al termine del secondo round, dopo aver portato l'avversario a terra e averne bersagliato l'occhio destro con numerosi pugni e gomitate nel corso dei minuti precedenti.
Tornò sull'ottagono il 20 marzo 2016 per combattere Johnny Case a UFC Fight Night 85. L'australiano si impose via sottomissione alla terza ripresa dopo un match combattuto. Entrambi i contendenti ricevettero inoltre il bonus Fight of the Night.
A luglio avrebbe dovuto affrontare Stevie Ray all'evento finale della ventitreesima stagione del reality show The Ultimate Fighter. Tuttavia, Ray venne rimosso dalla card il 2 giugno per infortunio e sostituito da Kevin Lee. Dopo 4 minuti dall'inizio dell'incontro, Matthews venne portato al tappeto e finalizzato dal suo avversario con il ground and pound, perdendo così l'incontro per KO tecnico.
Il 27 novembre affronta Andrew Holbrook all'evento UFC Fight Night: Whittaker vs. Brunson, perdendo l'incontro per decisione non unanime.

## Risultati nelle arti marziali miste
| Risultato | Record | Avversario           | Metodo                                   | Evento                                  | Data              | Round | Tempo | Città                    | Note                                     |
| --------- | ------ | -------------------- | ---------------------------------------- | --------------------------------------- | ----------------- | ----- | ----- | ------------------------ | ---------------------------------------- |
| Sconfitta | 17-5   | Sean Brady           | Sottomissione (arm-triangle choke)       | UFC 259: Błachowicz vs. Adesanya        | 6 marzo 2021      | 3     | 3:28  | Las Vegas, Stati Uniti   |                                          |
| Vittoria  | 17-4   | Diego Sanchez        | Decisione (unanime)                      | UFC 253: Adesanya vs. Costa             | 27 settembre 2020 | 3     | 5:00  | Abu Dhabi, Emirati Arabi |                                          |
| Vittoria  | 16-4   | Emil Weber Meek      | Decisione (unanime)                      | UFC Fight Night: Felder vs. Hooker      | 23 febbraio 2020  | 3     | 5:00  | Auckland, Nuova Zelanda  |                                          |
| Vittoria  | 15-4   | Rostem Akman         | Decisione (unanime)                      | UFC 243: Whittaker vs. Adesanya         | 6 ottobre 2019    | 3     | 5:00  | Melbourne, Australia     |                                          |
| Sconfitta | 14-4   | Anthony Rocco Martin | Sottomissione tecnica (anaconda choke)   | UFC Fight Night: dos Santos vs. Tuivasa | 2 dicembre 2018   | 3     | 1:19  | Adelaide, Australia      |                                          |
| Vittoria  | 14-3   | Shinsho Anzai        | Sottomissione tecnica (rear-naked choke) | UFC Fight Night: Cowboy vs. Edwards     | 23 giugno 2018    | 1     | 3:44  | Kallang, Singapore       |                                          |
| Vittoria  | 13-3   | Li Jingliang         | Decisione (unanime)                      | UFC 221: Romero vs. Rockhold            | 10 febbraio 2018  | 3     | 5:00  | Perth, Australia         | Fight of the Night                       |
| Vittoria  | 12-3   | Bojan Veličković     | Decisione (non unanime)                  | UFC Fight Night: Werdum vs. Tybura      | 19 novembre 2017  | 3     | 5:00  | Sydney, Australia        | Ritorno nei pesi welter                  |
| Sconfitta | 11-3   | Andrew Holbrook      | Decisione (non unanime)                  | UFC Fight Night: Whittaker vs. Brunson  | 27 settembre 2016 | 3     | 5:00  | Melbourne, Australia     |                                          |
| Sconfitta | 11-2   | Kevin Lee            | KO Tecnico (pugni)                       | The Ultimate Fighter 23 Finale          | 8 luglio 2016     | 1     | 4:06  | Las Vegas, Stati Uniti   |                                          |
| Vittoria  | 11-1   | Johnny Case          | Sottomissione (rear-naked choke)         | UFC Fight Night: Hunt vs. Mir           | 20 marzo 2016     | 3     | 4:45  | Brisbane, Australia      | Fight of the Night                       |
| Vittoria  | 10-1   | Akbarh Arreola       | TKO (stop medico)                        | UFC 193: Rousey vs. Holm                | 15 novembre 2015  | 2     | 5:00  | Melbourne, Australia     |                                          |
| Sconfitta | 9-1    | James Vick           | Sottomissione (guillotine choke)         | UFC Fight Night: Miocic vs. Hunt        | 10 maggio 2015    | 1     | 4:53  | Adelaide, Australia      |                                          |
| Vittoria  | 9-0    | Vagner Rocha         | Sottomissione tecnica (rear-naked choke) | UFC Fight Night: Rockhold vs. Bisping   | 8 novembre 2014   | 2     | 1:52  | Sydney, Australia        |                                          |
| Vittoria  | 8-0    | Dashon Johnson       | Sottomissione (triangle choke)           | UFC Fight Night: Te Huna vs. Marquardt  | 28 giugno 2014    | 3     | 3:16  | Auckland, Nuova Zelanda  | Debutto in UFC. Debutto nei pesi leggeri |
| Vittoria  | 7-0    | Stuart Dare          | Decisione (unanime)                      | Shamrock Events: King of Combat 12      | 26 aprile 2014    | 3     | 5:00  | Melbourne, Australia     |                                          |
| Vittoria  | 6-0    | Dean Purdon          | Sottomissione (rear-naked choke)         | Australian Fighting Championships 6     | 24 agosto 2013    | 2     | 2:42  | Melbourne, Australia     |                                          |
| Vittoria  | 5-0    | Tadija Majic         | TKO (pugni)                              | Shamrock Events: Night of Mayhem 7      | 22 giugno 2013    | 1     | 2:25  | Melbourne, Australia     |                                          |
| Vittoria  | 4-0    | Luke Jumeau          | Sottomissione (rear-naked choke)         | Australian Fighting Championships 5     | 10 maggio 2013    | 2     | 1:14  | Melbourne, Australia     |                                          |
| Vittoria  | 3-0    | Callan Potter        | Sottomissione (triangle choke)           | Night of Mayhem 6                       | 16 marzo 2013     | 1     | 1:42  | Melbourne, Australia     |                                          |
| Vittoria  | 2-0    | Jason Zivkovic       | TKO (pugni)                              | Shamrock Events: Kings of Kombat 8      | 8 dicembre 2012   | 1     | 0:23  | Melbourne, Australia     |                                          |
| Vittoria  | 1-0    | Sam Fiamatai         | TKO (pugni)                              | Shamrock Events: Night of Mayhem 5      | 15 settembre 2012 | 2     | 1:47  | Melbourne, Australia     |                                          |